# Waterloo (New York)
Pour les articles homonymes, voir Waterloo (homonymie).
Ne doit pas être confondu avec Waterloo (ville, New York).
Le village de Waterloo est l'un des deux sièges du comté de Seneca, situé dans l'État de New York, aux États-Unis.

## Démographie
| Groupe            | Waterloo | New York | États-Unis |
| ----------------- | -------- | -------- | ---------- |
| Blancs            | 96,6     | 66,8     | 72,4       |
| Métis             | 1,6      | 3,0      | 2,9        |
| Afro-Américains   | 1,1      | 15,9     | 12,6       |
| Asiatiques        | 0,4      | 7,3      | 4,8        |
| Autres            | 0,3      | 8,0      | 7,4        |
| Total             | 100      | 100      | 100        |
|                   |          |          |            |
| Latino-Américains | 2,2      | 17,6     | 16,7       |

Selon l'American Community Survey, pour la période 2011-2015, 98,47 % de la population âgée de plus de 5 ans déclare parler anglais à la maison, alors que 0,58 % déclare parler l'espagnol et 0,95 % une autre langue.

## Personnalité liée à la ville
- Louise Blanchard Bethune (1856-1913), la première Américaine ayant exercé en tant qu'architecte professionnelle, née à Waterloo.